# MSISDN
MSISDN (ang. Mobile Station International Subscriber Directory Number) – numer abonenta sieci komórkowej (potocznie: numer telefonu). Numer MSISDN jest przechowywany w rejestrze abonentów macierzystych.
Dla naszego kraju numer MSISDN przyjmuje format jedenastocyfrowy: 48xxxxxxxxx. Na początku numeru umieszczono międzynarodowy wskaźnik telefoniczny (dla Rzeczypospolitej Polskiej przyjmuje on wartość 48), a następnie numer telefonu abonenta.
W przypadku numerów stacjonarnych za międzynarodowym wskaźnikiem telefonicznym umieszczamy również dwucyfrowy wskaźnik strefy numeracyjnej, a następnie siedmiocyfrowy numer telefonu np. 48941234567 gdzie 94 to wskaźnik strefy numeracyjnej na Koszalin.